# Маслина Геродота
Маслина Никитского ботанического сада или маслина Геродота — ботанический памятник природы на территории городского округа Ялта (Ялтинского городского совета) в Крыму. Один из самых старых экземпляров маслины европейской в Крыму, возрастом 700—800 лет. Дерево растёт на территории Никитского ботанического сада в нижней части Верхнего парка. На высоте 0,5 м дерево достигает в обхвате 8,8 м, высота дерева 12 м. Из ствола выходит 15 больших и маленьких веток. Несмотря на солидный возраст, дерево продолжает плодоносить.